# Ffynnon Garw
Ffynnon Garw es el nombre de una montaña o colina ficticia que aparece en la película "El inglés que subió una colina pero bajó una montaña", basada en el libro "Ffynnon Garw" situada cerca de  Pentyrch en Cardiff. La colina o montaña real que inspira la novela es Garth Hill.